# 먼데이 나이트 워스
먼데이 나이트 워스(영어: Monday Night Wars), 혹은 월요일 밤의 전쟁은 1995년 9월 4일부터 2001년 3월 26일까지 미국의 프로레슬링 프로그램의 시청률 경쟁을 가리킨다. WWF의 《먼데이 나이트 로우》와 WCW의 《먼데이 나이트로》가 매주 월요일 밤 같은 시간대에 시청률을 겨뤘다. 2대 단체 사이의 경쟁은 단체간에 많은 레슬러의 해고 등이 반복되었다. 이 싸움은 WCW의 소멸에 의해 종료되었다.
2010년 임팩트 레슬링이 월요일 밤으로 이동하면서 9년만에 다시 먼데이 나이트 워스가 재현되지만 일방적으로 WWE가 승리하였고 2010년 5월 《임팩트 레슬링》은 목요일 밤으로 방영 시간을 옮긴다.

## 발단
먼데이 나이트 워스는 1988년 미국의 방송 재벌이던 테드 터너가 NWA 산하의 브랜드인 WCW를 인수하면서 시작되었다. 이전까지 WCW는 현재의 RAW 등과 같이 일개 TV 쇼에 지나지 않았으나 이 시점에서 WCW는 일개 브랜드에서 레슬링 단체가 되었고 1993년에는 완전히 NWA와 결별해 독립된 레슬링 단체가 된다. 1994년에는 에릭 비숍을 부사장으로 영입하면서 자극적이고 선정적인 스토리와 테드 터너의 막대한 자금력을 앞세워 이전까지 레슬링 업계 1위 단체이던 WWF를 압박했고 대량의 선수들을 WCW로 끌어오면서 상업적으로 WWF를 압도하기 시작하였다. 이 때부터 레슬링 업계는 WWF와 WCW의 양강 구도가 형성되었고 WWF의 RAW와 WCW의 WCW 먼데이 나이트로의 방송 시간이 겹치는 월요일 저녁을 일컬어 월요일 밤의 전쟁이라 부르게 된다.

## WCW의 약진
WCW는 1996년부터 WWF와의 시청률 경쟁에서 앞서나가기 시작하였고 막강한 자금력으로 헐크 호건, 케빈 내시, 스캇 홀 등의 유명 선수들을 빼앗아 갔다. 또한 이전까지 어린이와 청소년 계층을 중심으로 한 전연령 등급을 대상으로 했던 레슬링 프로그램을 성인 계층을 대상으로 올려잡았고 이를 위해 자극적이고도 흥미로운 스토리를 내세워 많은 상업적 성과를 올렸고 관람객들로부터 큰 호응을 받았다. 반면 WWF는 여러 선수들을 빼앗겨 관중들을 자극할 만한 유명 인사가 부족한 지경에 이르렀고 WCW의 조치로 인해 변해가는 레슬링 트렌드를 쉽게 따라가지 못하면서 시청률 경쟁에서 무려 84주 간 밀리는 등 기나긴 쇠퇴기를 겪게 된다. 특히 1997년에는 거의 유일하게 남아있던 기존의 유명 선수였던 브렛 하트까지 WCW로 이적하게 되면서 WWF의 열세는 극에 달했고, 위기의식을 느낀 WWF의 소유주 빈스 맥마흔은 몬트리올 스크류잡이라는 사건까지 일으키면서 WWF의 열세는 확연해지는 듯 보였다.

## WWF의 반격
WCW와의 경쟁에서 밀려나던 WWF는 차츰 WCW와 마찬가지로 기존의 방식에서 자극적이고 선정적인 스토리라인을 통한 경쟁 구도를 따라가기 시작했다. 여기에 빼앗긴 유명 선수들을 대신하기 위해 스톤 콜드 스티브 오스틴이나 드웨인 존슨 등의 걸출한 선수들을 키워내기 시작하였고 여기에 이전까지는 해설자나 각본가로서만 개입하던 사업주 빈스 맥마흔이 직접 스토리라인에 개입하여 선수들과의 대립 구도를 형성하면서 차츰 인기를 되찾아가기 시작하였다. 이러한 신선한 구도로 인해 프로레슬링 시청의 주요 연령층은 이전의 저연령층에서 성인층으로 확연하게 이동하게 되었고, 레슬링 자체의 시청률도 크게 치솟으면서 레슬링 산업은 전례 없는 호황을 맞게 된다.

## WCW의 쇠퇴
이러한 발전에도 불구하고 두 단체 간의 경쟁은 여전히 WCW가 앞서 있었으며 1998년까지도 시청률 경쟁에서는 WCW가 앞서 있었다. 그러나 WCW는 오랜 우위와 성공에 취한 듯 nWo를 비롯한 기존의 유명 선수층으로 짜여진 스토리라인만을 반복하였고 이에 진부함을 느낀 시청자들이 차츰 WWF로 관심을 돌리면서 1998년 4월에는 84주만에 WWF에 시청률을 추월당하게 되었다. 이후 두 단체 간의 경쟁은 서로 앞서기를 반복하며 대등한 경쟁을 벌이기 시작했으나, WWF가 지속적으로 변화하는 다채로운 스토리라인을 구상하는 것과 대조적으로 WCW의 방침은 여전히 변하지 않았다. 결국 1999년 1월 4일 WCW 먼데이 나이트로에서 케빈 내시와 헐크 호건의 경기에서 호건의 손가락 찌르기 한 번에 내시가 쓰러져 패하는 황당무계하고도 악명높은 경기가 방송된 이후 WWF는 완벽하게 경쟁에서 우위를 가져가게 되었고, WCW는 더 이상 상대가 되지 못 하게 되었다.

## 결말
2001년 WCW의 모기업이 부진을 거듭하는 WCW를 매각하였고 WWF가 이를 인수하면서 월요일 밤의 전쟁은 종결되었다. 이후 대부분의 WCW 출신 선수들은 WWF로 흡수되었으나, 대부분 이전만큼의 대우를 받지 못하다가 방출되었다.

## 새로운 전쟁의 시작
2019년 올 엘리트 레슬링이 창설되면서 과거 WCW 먼데이 나이트로를 방영한 TNT에서 10월 2일부터 매주 수요일 밤 8시부터 2시간동안 AEW 다이너마이트를 방영하게 되었고, 같은 시기에 WWE가 NXT를 USA 네트워크에
편성하기로 하면서 진정한 2차 시청률 경쟁이 시작된다. 웬즈데이 나잇 워스가 열리게 된 것이다.

## 같이 보기
- 웬즈데이 나잇 워스